# BUZZLIP
BUZZLIP(バズリップ)は日本のバンド。

## 略歴
- 2001年 - 結成。
- 2003年 - ミニアルバム「BUZZLIP」でメジャーデビュー。
- 2004年 - アルバム「Wild Rock」リリース後、解散。

## メンバー
- HAZE - ボーカル、1月８日生まれ。
- HAJIME  -  ギター 、コーラス、1月12日生まれ。
- DJ.MELTDOWN  - DJ、MC、９月９日生まれ。

## ディスコグラフィ

### シングル
- Wild Rock（2003年11月12日）

### アルバム
- BUZZLIP（2003年9月25日）
- Wild Rock （2004年3月17日）